# Cromology
 (mars 2022).
Cromology est un acteur européen du secteur de la peinture décorative.

## Historique
Les marques les plus anciennes du groupe, Tollens, Classidur et MaxMeyer, ont été fondées par les entrepreneurs Johannes Jodocus Tollens (Pays-Bas, 1748), les frères Francis et Albert Claessens (Belgique, 1887), et Max Meyer (Italie, 1895). Les autres marques principales réunies par Cromology sont Duco (Italie, 1928), Tintas Robbialac (Portugal, 1931),1940), Plasdox (France, 1955), Settef (Italie, 1957), Zolpan (France, 1959).
À partir de 1988, Lafarge constitue un pôle peinture avec le rachat de Tollens en 1990. En 1995, Lafarge Peintures est créée au sein de la branche Matériaux de Spécialités de Lafarge. En 2001, la branche Matériaux de Spécialités de Lafarge devient Materis ; Lafarge Peintures devient Materis Paints en 2005.
De 1996 à 2007, Materis Paints acquiert plus de dix marques en Europe et s'implante également sur les marchés émergents comme le Maroc,. 
En 2006, la société d'investissement Wendel devient actionnaire majoritaire de Materis. 
En 2014, Materis Paints, qui devient autonome après la cession des autres activités du groupe Materis, conserve Wendel comme actionnaire. En 2015, Materis Paints est rebaptisé Cromology,. Après avoir eu la société d’investissement Wendel comme actionnaire  de 2006 à 2021, Cromology rejoint DuluxGroup, filiale de Nippon Paint Group, quatrième groupe mondial de peinture en janvier 2022.